# Camptoneuromyia flavescens
Camptoneuromyia flavescens är en tvåvingeart som först beskrevs av Ephraim Porter Felt 1908.  Camptoneuromyia flavescens ingår i släktet Camptoneuromyia och familjen gallmyggor. Inga underarter finns listade i Catalogue of Life.